# Campeonato Paceño de Fútbol Femenino
El Campeonato de Fútbol Femenino de La Paz es la máxima competición de fútbol femenino disputada en La Paz (Bolivia), y es organizado por la Asociación de Fútbol de La Paz. Las campeonas clasifican al Campeonato Boliviano de Fútbol Femenino. El equipo que más veces ganó el torneo es ABB (3).

## Formato
Para la temporada 2021, se estableció un torneo de todos contra todos. El campeón es el equipo que suma más puntos. En caso de empate en el primer puesto, se juega un desempate entre los equipos igualados en la primera posición. Los últimos 5 equipos en la tabla de posiciones descienden a la segunda categoría.
El campeón clasifica a la Copa Simón Bolívar Femenina.

## Equipos participantes (2021)
En el campeonato 2021 participan 15 equipos. Los equipos que participan del torneo son únicamente de la ciudad de La Paz y El alto.

## Historial
| Temporada | Campeón                                                | Subcampeón                                             |
| --------- | ------------------------------------------------------ | ------------------------------------------------------ |
| 1994      | Atlético González                                      |                                                        |
| 2004      | Iberoamericana                                         |                                                        |
| 2006      | ABB Blanco                                             | La Paz Lider                                           |
| 2007-13   | sin competición                                        | sin competición                                        |
| 2016      | ABB                                                    | Copacabana                                             |
| 2017      | Copacabana                                             | ABB                                                    |
| 2018      | Atlantes                                               |                                                        |
| 2019      | ABB                                                    | The Strongest                                          |
| 2020      | sin competición a causa de la pandemia del coronavirus | sin competición a causa de la pandemia del coronavirus |
| 2021      | ABB                                                    | Bolívar                                                |
| Ap 2022   | Always Ready                                           | ABB                                                    |
| Cl 2022   | Always Ready                                           | The Strongest                                          |
| 2023      | Always Ready                                           | Bolívar                                                |